# Amintore Fanfani
Pour les articles homonymes, voir Fanfani.
Amintore Fanfani , né à Pieve Santo Stefano le 6 février 1908 et mort à Rome le 20 novembre 1999, est un homme d'État italien, dirigeant historique de la Démocratie chrétienne (DC). Il est l'une des figures les plus emblématiques de l'histoire politique italienne de l'après-guerre.
Entamant une longue carrière politique après la Seconde Guerre mondiale, il anime l'aile gauche de la DC, qu'il représente à plusieurs reprises au sein du gouvernement. Son poids politique à l'intérieur du parti dont il est le secrétaire de 1954 à 1959 l'amène à détenir des portefeuilles régaliens, comme le ministère de l'Intérieur ou celui des Affaires étrangères.
Il est surtout entré dans la postérité pour avoir été président du Conseil des ministres à cinq reprises, de façon non consécutive, entre 1954 et 1987. Son prestige lui vaut par ailleurs de se voir confier, par trois fois, la présidence du Sénat de la République, de 1968 à 1973, de 1976 à 1982 puis de 1985 à 1987. Entre-temps, il est désigné sénateur à vie par le président Giovanni Leone en 1972.
Plusieurs années après sa mort, Amintore Fanfani est encore considéré comme l'une des personnalités politiques les plus influentes de son temps, tant pour les fonctions qui ont été les siennes que pour son rôle (avec Aldo Moro) dans l'émergence du centre gauche en Italie.

## Biographie

### Une jeunesse marquée par le régime fasciste
Fanfani naquit à Pieve Santo Stefano, dans la province d'Arezzo, en Toscane, dans une famille nombreuse et modeste. Il obtint une licence en économie et commerce en 1932, à l’université catholique du Sacré-Cœur à Milan.
Professeur ordinaire depuis 1936, il fut l’auteur d’un nombre important de travaux sur l’histoire économique, traitant des rapports entre la religion et le développement du capitalisme durant la Renaissance et la Réforme, en Europe. Cette thèse fut publiée en italien, puis traduite en anglais, sous le titre Catholicism, Capitalism and Protestantism, en 1935. Il collabore avec la Scuola di mistica fascista (it). En 1940, il publie Histoire économique de l'Italie entre la fin de l'empire romain et le début du dix-huitième siècle. Il exerce à l'université de Milan puis de Rome.
Il rejoignit le Parti fasciste, soutenant les idées corporatistes du régime, favorable à une collaboration entre les classes, qu’il défendit depuis longtemps dans de nombreux articles. « Un jour », a-t-il écrit, « le continent européen sera organisé en une vaste région supranationale guidée par l’Italie et l’Allemagne. Les pays de cette région prendront des gouvernements autoritaires et synchroniseront leurs constitutions avec les principes fascistes. ».
En 1938, il fut l’un des 330 signataires d'une pétition journalistique en appui du Manifeste de la race aboutissant à des lois raciales qui ont déchu les Juifs italiens de leur nationalité et leur ont interdit de nombreuses professions.
Il se lie à Giuseppe Dossetti lors de son passage à l'université catholique de Milan et à Giorgio La Pira qui professe l'économie politique à Florence. Ces trois compères formèrent un groupe baptisé « Les petits professeurs », vivant en ascèses dans des cellules monacales et pieds nus. Ils furent le noyau fondateur d’Initiative Démocratique, l’aile catholique et réformatrice de la Democrazia Cristiana, au lendemain de la guerre, organisant des réunions pour débattre du catholicisme et de la société. Après la reddition de l’Italie face aux forces alliées, le 8 septembre 1943, ce groupe s’éparpilla.
Ayant prêté service militaire en 1932 et 1933 en tant que sous-lieutenant de complément, en 1943 il est promu capitaine et rappelé aux armes. Jusqu’à la Libération, en avril 1945, Fanfani, évitant ainsi d’être obligé de combattre avec l'armée de la République de Salò, s’exila en Suisse, où il organisa des cours universitaires pour les réfugiés italiens.

### Une imposante carrière politique
À son retour en Italie, il fut élu vice-secrétaire de la Démocratie Chrétienne, une formation fondée clandestinement en 1942 par des anciens ténors du Parti populaire dissout par le régime fasciste en 1926. Il fut l’un des plus jeunes dirigeants de la DC, et un protégé d’Alcide De Gasperi, chef incontesté du parti durant une décennie. Fanfani représentait une position idéologique particulière, celle d’un conservateur catholique défendant l’interventionnisme socio-économique ; une position idéologique très influente dans les années 1950 et 1960, mais qui, par la suite, se trouvera fragilisée par son isolement. « Le capitalisme nécessite une telle crainte de la ruine », a-t-il écrit ; « une telle négligence de la fraternité humaine, une telle certitude que son voisin est avant tout un client à gagner ou un rival à battre, et tout ceci est inconcevable dans la conception catholique… Il y a un gouffre infranchissable entre les conceptions catholique et capitaliste de la vie. ». Les initiatives économiques privées étaient, de son point de vue, justifiables seulement si elles allaient dans le sens de l’intérêt commun.
Élu à l'Assemblée constituante en 1946, Fanfani fut l’un des membres de la Commission qui a rédigé le texte de la Constitution de la nouvelle République italienne. Le premier article de la Constitution reflète bien la philosophie de Fanfani : « L’Italie est une République démocratique fondée sur le travail. » En 1948, il fut élu à la Chambre des députés italienne, représentant la circonscription de Sienne, jusqu’en 1968.
Fanfani occupa les fonctions de ministre du Travail entre 1947 et 1950 (De Gasperi IV et V). Il développa un programme baptisé « INA-Casa », ou « Maison de Fanfani », un programme gouvernemental de construction de 355 000 logements de propriété pour 2 millions d'habitants, destinés aux travailleurs au revenu modeste, sous la gestion de l'INA, une société d'assurance dont l'actionnariat appartient à l’État. Il permit également à 200 000 chômeurs italiens de retrouver du travail en lançant un programme de reforestation.
Lorsque les socialistes saragatiens quittèrent le gouvernement, après le renforcement de sa position et celle de ses proches au sein de la DC lors du congrès de Venise en 1949, Fanfani exhorta De Gasperi d'adopter une nouvelle politique budgétaire en faveur de la lutte contre le chômage inspirée du rapport Beveridge, face à l'orthodoxie budgétaire déflationniste appliquée au Trésor par Giuseppe Pella et prôna la création d'un ministère des investissements ou d'un comité de coordination économique qu'il souhaite voir confié à son ami Dossetti. Le refus de De Gasperi provoqua l'absence de Fanfani et des dossettiens du sixième gouvernement De Gasperi, dans lequel le centre droit démocrate chrétien était fort, avec Piccioni, Pella, Aldisio, Scelba, Gonella, Togni.
Ministre de l’Agriculture de juillet 1951 à 1953 (De Gasperi VII), il mobilisa la plupart des démocrate-chrétiens derrière un programme de réforme agraire accentuant celle de son prédécesseur Antonio Segni qui avait ciblé les terres pauvres de la Sila en Calabre (loi Sila du 12 mai 1950), la loi-réglement ou «stralcio» (21 octobre 1950, et avait fait voté la loi stralcio permettant l'expropriation partielle des grands et moyens domaines au profit des paysans pauvres dans certaines zones. Fanfani rattacha a l'administration centrale les directions autonomes locales (enti) Il avait pour sous-secrétaires Luigi Gui et Mariano Rumor, tous deux de son courant.
Il fut ensuite ministre de l'Intérieur dans le dernier et éphémère gouvernement de De Gasperi dont il fit figure de dauphin, puis dans le Gouvernement Pella qui tomba lorsque Fanfani s'opposa à ce que Salvatore Aldisio, critique de certaines disposition de la réforme agraire, obtienne ministère de l'Agriculture.
Avec le soutien de l'influent président de la Confédération des agriculteurs exploitants (Coldiretti), Paolo Bonomi, Fanfani voulait développer la petite propriété agricole pour favoriser l'emploi et assurer la stabilité sociale, contre une partie des démocrates chrétiens qui préfèreraient transformer les anciens latifundia en exploitations industrielles.
Il est ensuite ministre de l’Intérieur en 1953 dans le gouvernement de Giuseppe Pella.
« Il peut passer 36 heures en faisant juste un petit somme, en mangeant quelques pommes et en buvant quelques gorgées d’eau », écrivit un reporter du Time Magazine. Une fois, lorsque l'un des conseillers de De Gasperi lui conseilla de nommer Fanfani dans un autre ministère, celui-ci refusa : « Si je continue à nommer Fanfani dans différents ministères, je suis sûr qu’un de ces jours, j’ouvrirai la porte de mon bureau et je trouverai Fanfani assis à ma place », a-t-il répondu.

### Une grande figure de la Démocratie chrétienne
Après le retrait de De Gasperi en 1953, Fanfani fut considéré comme son héritier naturel, ce qui a été confirmé par sa nomination au secrétariat de la, DC en 1954, un poste stratégique qu’il conserva jusqu’en 1959. Il renouvela la ligne du parti, réduisant ainsi la dépendance vis-à-vis de l’Église et du gouvernement qui caractérisa le parti du temps de De Gasperi.
Cependant, son activisme et son style, parfois autoritaire, ainsi que sa réputation de réformateur économique, lui valurent d’être perçu avec méfiance par les modérés de la DC, qui s’opposaient à l’intervention de l’État dans la vie économique du pays. Son énergie inépuisable et sa passion pour l’efficacité lui permirent d’aller loin en politique, et de tenter toute réforme possible. « Fanfani a des collègues, des associés, des connaissances et des subordonnés », remarqua un jour un politicien, « mais je n’ai jamais entendu parler de ses amis. ».
Il subit un important revers lorsque le 29 avril 1955, le président de la Chambre des députés Giovanni Gronchi est élu président de la République sans être officiellement candidat alors que Fanfani soutenait la candidature de Cesare Merzagora, président du Sénat. Face au candidat de la gauche Ferruccio Parri, et au sortant Einaudi soutenu par les partis laïques, Merzagora doit se désister au profit de Gronchi qui réunit sur lui les voix d'anciens fidèles de De Gasperi formant l'aile droite du part (Andreotti, Gonella, Pella), reprochant leur mise à l'écart de la direction du parti par le puissant courant fanfanien, et celles de la gauche.
En 1958, le président du gouvernement sicilien, Giuseppe La Loggia, fidèle fanfanien, est contraint à la démission face à la dissidence de son assesseur à l'Agriculture, Silvio Milazzo, qui reproche un centralisme trop autoritaire voulu par Fanfani, dont ses affiliés siciliens (Giovanni Gioia, Salvo Lima, Vito Ciancimino…) sont accusés d'avoir privilégié leur parti à la Sicile et d'être tombé dans le clientélisme et la collusion mafieuse. Réunissant toutes les forces, de l'extrême gauche à l'extrême droite à l'exception de la DC officielle, le gouvernement Milazzo tient tête à Rome jusqu'en 1960.

### La présidence du Conseil
À la suite de la disparition de De Gasperi, en 1954, le poids politique de Fanfani, à la fois dans le parti et dans le gouvernement, fut à son apogée. Il assuma le titre de président du Conseil dans plusieurs cabinets, parfois éphémères. La première fois, en 1954, il dura 21 jours, ayant échoué à être confirmé par le Parlement, faute d'avoir pu s'accorder avec Giuseppe Saragat qui réclamait le retour au scrutin proportionnel. Il avait alors nommé Giulio Andreotti, 35 ans, un protégé de De Gasperi, au ministère de l’Intérieur, qui avait pour mission de prendre des mesures contre la subversion communiste. Il plaça également ses proches : Pietro Campilli, ministre sans portefeuille, Giuseppe Medici à l'agriculture et Luigi Gui au travail.
Il accepta de nouveau la présidence du Conseil, et dirigea le gouvernement jusqu’en janvier 1959, quand ses tactiques de rouleau compresseur lui coûta le soutien de ses propres alliés démocrates-chrétiens. Il apprit de cette expérience et devint alors un homme de la coopération et du compromis.
Du 20 juillet 1960 au 21 juin 1963, il fut président du Conseil, et dirigea deux gouvernement successifs, dont le deuxième avec l'abstention d'abord du Parti socialiste italien (PSI), permettant ainsi aux socialistes d’être aux portes du pouvoir pour la première fois en Italie depuis leur sortie du gouvernement le 31 mai 1947. Il fut longtemps l’un des principaux promoteurs d’une telle ouverture à gauche. L’opportunité s’est présentée quand le pape libéral Jean XXIII fut élu en 1958, et que les socialistes ont rompu leurs liens avec les communistes. En février 1962, il remania son gouvernement, s’arrangeant pour obtenir le soutien explicite du secrétaire du PSI, Pietro Nenni.
En 1961, Fanfani nomma à la direction générale de la RAI son homme de confiance Ettore Bernabei (en), qui demeura en poste jusqu'à 1975. Le 6 décembre 1962, à la demande des socialistes et des républicains, son gouvernement nationalise la production et la distribution de l’énergie électrique et créé l'ENEL. Toutefois, la réforme de la loi générale d'urbanisme entamée en 1962 par le ministre des Travaux publics Fiorentino Sullo, issu de la gauche démocrate-chrétienne, échoue à la suite de l’obstructionnisme de l'aile modérée de son parti et même à la suite d'une campagne de presse virulente et parfois diffamatoire. Quant à la création des quinze régions ordinaires, à la demande des ministres issus de l'aile modérée du parti elle sera reportée sine die, pour n'aboutir qu'en 1970.
Mais son influence et le pouvoir incontestable qu'il exerça sur la plupart de ses ministres le rendirent soudainement isolé. Il passa, en conséquence, le relais à un gouvernement transitoire dirigé par l'ancien président de la Chambre des députés Giovanni Leone, qui sera remplacé le 4 décembre 1963 par le Cabinet de coalition dirigé par Aldo Moro, le premier avec des ministres socialistes depuis 1947.

### La perte d’influence

Les dirigeants des États membres du G7 de 1983 devant le capitole de Williamsburg. De gauche à droite : Pierre Trudeau, Gaston Thorn, Helmut Kohl, François Mitterrand, Ronald Reagan, Yasuhiro Nakasone, Margaret Thatcher et Amintore Fanfani.

Fanfani échoua dans sa tentative d’être élu président de la République par le Parlement italien en 1964, et resta à l’arrière-plan dans la vie politique du pays durant la majeure partie des années 1960. Fervent partisan de la Communauté économique européenne (CEE), Fanfani occupa la fonction de ministre des Affaires étrangères en 1964, puis entre 1966 et 1968. Il fut, par ailleurs, de 1965 à 1966, président de l’Assemblée générale des Nations unies ; il reste, à ce jour, le seul Italien à avoir exercé cette fonction.
L'année 1968 fut marquée par un drame personnel : la mort, des conséquences d'un accident de voiture sur l'autoroute A1, de sa première femme, Bianca Rosa Provasoli, licenciée en littérature française. Il se remariera en 1975 avec la veuve d'un industriel, Maria Pia Tavazzani.
En décembre 1971, de nouveau candidat à la présidence de la République, il échoua à la suite du désistement de bon nombre de ses amis politiques. En guise de consolation, le 10 mars 1972 il fut nommé sénateur à vie par le tout nouveau président de la République Giovanni Leone, alors que cela faisait déjà quatre ans qu'il siégeait au palais Madame en tant que sénateur.
Président du Sénat italien de 1968 à 1973, il devint de nouveau le secrétaire de la DC le 17 juin 1973 à la suite des accords du palais Giustiniani (résidence officielle du président du Sénat) entre l'aile modérée du parti et le très influent chef de file de la gauche démocrate-chrétienne Aldo Moro. À ce titre, au printemps 1974, Fanfani, catholique fervent, mena la campagne combative en faveur du « oui » à l’abrogation dans le référendum sur la loi qui en 1970 avait introduit le divorce en Italie, s’aliénant les groupes pro-divorce, sans obtenir pour autant la victoire qui aurait pu lui permettre de gagner une position dominante à l’intérieur de son parti.
Très affaibli par l'affirmation écrasante du « non » (59,3 %) à l'abrogation de la loi sur le divorce, à la suite de la défaite de son parti aux élections régionales du 20 juin 1975, il démissionna de ses fonctions de secrétaire de la DC, le 24 juillet 1975. Le 14 avril 1976 il accepta la fonction purement honorifique de président du parti, qu'il quitta deux mois et demi après avoir été élu président du Sénat 5 juillet 1976, donc le second personnage de l’État. Vers la fin de sa carrière, il ne cache plus son éternelle ambition de devenir président de la République ; cependant, malgré l’investiture formelle de son parti en décembre 1971, il n’est jamais parvenu à obtenir un nombre de voix suffisant devant le collège électoral du Parlement pour se faire élire chef de l'État.
Du 1er décembre 1982 au 4 août 1983, Fanfani retrouva la présidence du Conseil pour la cinquième fois. Le 9 juillet 1985, il est à nouveau élu à la présidence du Sénat, qu'il quitte en avril 1987 pour diriger le gouvernement une sixième et ultime fois. Mais n'ayant pas été investi par la Chambre des députés, il dut se contenter de gérer les affaires courantes durant la campagne pour l'élection du nouveau parlement et jusqu'à la constitution d'un nouveau gouvernement le 28 juillet 1987. Nonobstant son grand âge, il fut ministre de l’Intérieur du 28 juillet 1987 au 13 avril 1988 et ministre du Budget et de la Programmation économique du 13 avril 1988 au 22 juillet 1989. Enfin, entre 1992 et 1994, il présida la prestigieuse commission des Affaires étrangères du Sénat.
Fanfani décéda à Rome le 20 novembre 1999. Il fut enterré au cimetière Flaminio.
Il avait considéré l’État corporatiste comme un idéal, et s’était tourné vers le fascisme, ce qu’il avait qualifié d’« aberration temporaire ». Il n’a jamais essayé de cacher son passé fasciste, mais contrairement à nombre de ses compatriotes, il avait publiquement admis que cela avait été une erreur. Il a occupé quasiment toutes les fonctions auxquelles un homme politique peut aspirer, sauf celle qui lui tenait le plus à cœur : président de la République. Le système de factions de la DC a été le plus gros obstacle à ses ambitions et à l’émergence d’un courant véritablement puissant fondé sur sa personne, qui aurait pu être la version italienne et atténuée de ce que fut le gaullisme en France.
Pour Robert Poujade, Amintore Fanfani a été « le plus gaulliste des hommes d’État italiens ».